# Angus Widdicombe
Angus Widdicombe (Geelong, 31 de agosto de 1994) es un deportista australiano que compite en remo.
Ganó cuatro medallas en el Campeonato Mundial de Remo entre los años 2017 y 2023. Participó en los Juegos Olímpicos de Tokio 2020, ocupando el sexto lugar en la prueba de ocho con timonel.

## Palmarés internacional
| Campeonato Mundial | Campeonato Mundial        | Campeonato Mundial | Campeonato Mundial |
| Año                | Lugar                     | Medalla            | Prueba             |
| ------------------ | ------------------------- | ------------------ | ------------------ |
| 2017               | Sarasota (Estados Unidos) | Medalla de plata   | Dos con timonel    |
| 2018               | Plovdiv (Bulgaria)        | Medalla de plata   | Ocho con timonel   |
| 2022               | Račice (República Checa)  | Medalla de bronce  | Ocho con timonel   |
| 2023               | Belgrado (Serbia)         | Medalla de bronce  | Ocho con timonel   |